# Naarda ochronota
Naarda ochronota är en fjärilsart som beskrevs av Alfred Ernest Wileman 1915. Naarda ochronota ingår i släktet Naarda och familjen nattflyn. Inga underarter finns listade i Catalogue of Life.